# 한미상호방위조약
대한민국과 미합중국간의 상호방위조약(Mutual Defense Treaty between the Republic of Korea and the United States of America, 약칭: 한미상호방위조약)은 1953년 10월 1일 체결되고 1954년 11월 18일 조약 제34호로 발효된 대한민국과 미국간의 상호방위조약이다.

## 체결 과정

### 배경
1953년 6월 17일 이승만 대통령은 미국 브릭스 대사와 회동을 하면서 한미상호방위조약의 필요성을 강조하였는데, 당시는 미국 주도로 휴전 협정이 진행되고 있던 터였다. 이승만 대통령은 휴전에 앞서 안정적인 국가 안보를 위해 미국에 상호 방위 조약을 요구했지만 이러한 이승만의 제안에 대해 미국의 반응은 시원치 않았다. 미국은 역사적으로 외교 및 안보 정책에 있어서 고립주의 전통이 강했기 때문이다. 당시만 해도 미국과 양자 상호방위조약을 맺었던 나라는 필리핀 밖에 없었으며, 오늘날에도 양자 차원의 방위조약을 체결한 국가는 대한민국 이외에 영국, 일본, 필리핀 밖에 없다. 영국의 경우 미국의 핵 기술을 제공하기 위한 조약이었고, 일본은 재무장 금지와 맞물려 있는 조약이다. 필리핀의 경우, 필리핀 내 주둔하던 미군과 미군기지의 전략적인 가치 때문이었다.

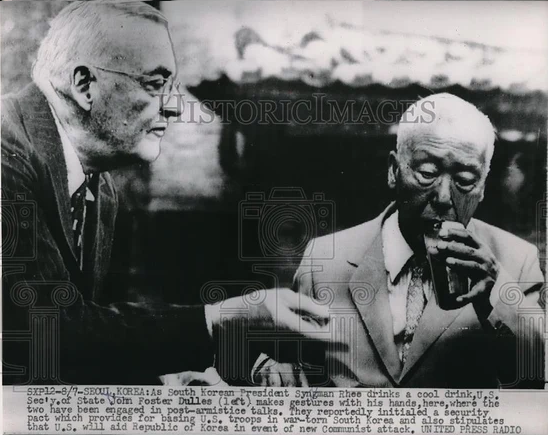
1908년 프린스턴 동기인 미 국무장관 덜레스와 이승만은 휴전 협상을 앞두고 서로 한치도 양보할 수 없는 치열한 대치 속에서 고뇌하는 표정을 짓고 있다.

### 미군 포로 송환에 비협조
당시 한국 전쟁에 대한 휴전 협상이 진행되고 있었고, 이승만은 휴전 없이 북진통일을 원하고 있었다. 미국은 이러한 이승만의 입장에 동조하지 않았으며, 휴전협정을 조속히 맺길 희망하고 있었다. 상호방위조약에 대한 진전이 극히 미미하자 이승만은 조약 체결에 대한 압박으로 6월 18일 약 2만 5천명의 반공 포로들을 석방시켰다. 이러한 이승만의 급작스런 조치는 당시 진행되고 있었던 휴전협정 체결을 무산시킬 수도 있는 조치였는데 이는 한미상호방위조약을 강력히 요구하는 이승만 대통령의 승부수였다. 당시 아이젠하워 대통령은 이승만에게 '약속 파괴'라며 비판했고, 덜레스도 마찬가지 의도로 '이승만 제거'의 필요성을 검토하기도 했다.

### 정전협정 체결 후 조약 체결
1953년 8월 3일부터 협상에 들어가 1953년 8월 8일 그 최종안을 서울에서 가조인하였다. 이에 대해 이승만은 크게 만족하여 "한미상호방위조약이 성립됨으로써 우리는 앞으로 여러 세대에 걸쳐 많은 혜택을 받게 될 것이다. 이 조약이 있기 때문에 우리는 앞으로 번영을 누릴 것이다. 한국과 미국의 이번 공동조치는 외부 침략으로부터 우리를 보호함으로써 우리의 안보를 확보해 줄 것이다."라는 성명서를 발표하였다.
1953년 10월 1일 워싱턴 D.C.에서 대한민국의 외무부장관 변영태와 미국의 국무장관 존 포스터 덜레스의 서명을 거쳤지만, 이후 비준서 교환은 여의치 않았다. 전문과 6개조로 이루어진 상호방위조약 가운데 제6조가 문제였다. 제6조는 "본 조약은 무기한으로 유효하다. 어느 당사국이든지 타 당사국에 통고한 후 1년 후에 본 조약을 종지시킬 수 있다"고 돼 있었다. 이승만은 이 조항이 불만이었다. 이승만은 '무한정'을 요구했고, 미국측은 미·필리핀상호방위조약에 유효기간을 정한 규정이 있음을 들어 반대 의견을 표시하여 비준이 지체되었으나, 결국 제6조는 원안대로 1954년 11월 18일에 발효되었다.

### 결과
한미수호방위조약이 체결되면서 한미 관계는 동맹 수준으로 격상되었으며, 주한 미군이 한반도 이남에 주둔하게 된다. 주한 미군이 주둔하게 됨에 따라서 평시 작전통제권 및 전시 작전통제권이 미군에게 넘어가게 된다. 그리고 한국 전쟁이 휴전으로 끝나지 않으며 주한 미군 지위 협정이 체결되는 등 오늘날까지 지속되고 있다.

## 대한민국의 반대로 인한 제한전과 소모전의 산물
1953년 10월 1일 조인된 한미상호방위조약은 이승만 정권이 북진통일론을 통해 얻어낸 최대의 성과였다.

## 같이 보기
- 조중우호, 협조 및 호상원조에 관한 조약
- 유엔 안전 보장 이사회 결의안
- 북진통일론
- 에버레디 계획
- 주한 미군 지위 협정
- 주한 미군의 철수